# NGC 1249
NGC 1249 é uma galáxia espiral barrada (SBc) localizada na direcção da constelação de Horologium. Possui uma declinação de -53° 20' 10" e uma ascensão recta de 3 horas, 10 minutos e 01,1 segundos.
A galáxia NGC 1249 foi descoberta em 5 de Dezembro de 1834 por John Herschel.